# Blaru
Blaru település Franciaországban, Yvelines megyében. Lakosainak száma 886 fő (2022. január 1.). Blaru Chaignes, Douains, Vernon, Chaufour-lès-Bonnières, La Villeneuve-en-Chevrie és Notre-Dame-de-la-Mer községekkel határos.

## Népesség
A település népességének változása:
| Lakosok száma | 920  | 899  | 910  | 889  | 893  | 894  | 892  | 889  | 886  |
|               | 2013 | 2015 | 2016 | 2017 | 2018 | 2019 | 2020 | 2021 | 2022 |